# Guido Manganelli

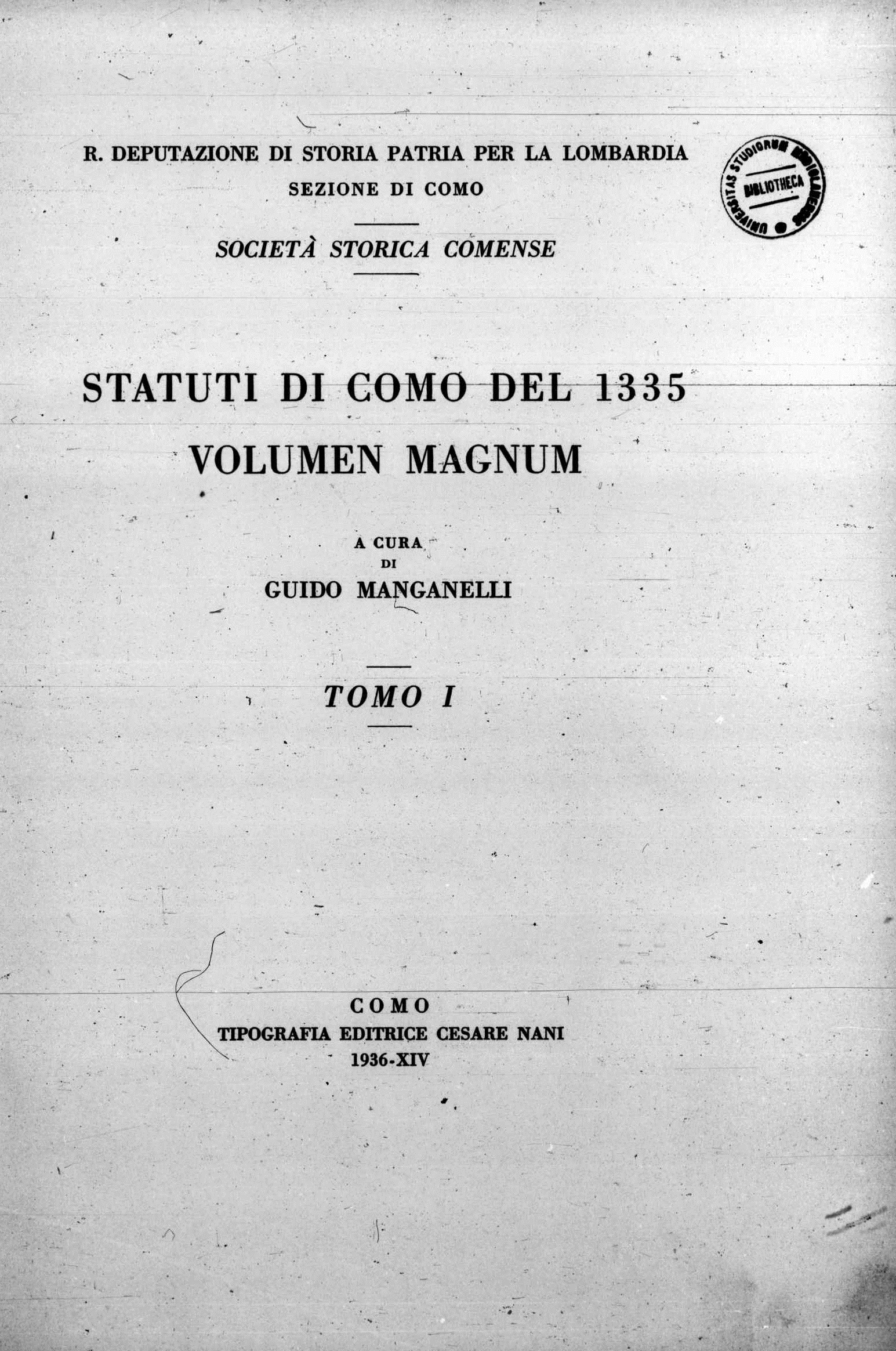
Statuti di Como del 1335. Volumen magnum, vol. 1, 1936

Guido Manganelli (Palermo, 7 dicembre 1888 – Milano, 28 dicembre 1961) è stato un archivista italiano, direttore dell'Archivio di Stato di Milano durante il periodo bellico che coinvolse Milano nei bombardamenti del 1943.

## Biografia
Guido Manganelli nacque a Palermo, da Enrico e da Emilia Leggio. Laureatosi in Giurisprudenza, entrò nell'amministrazione archivistica nel 1908 quale alunno di II categoria presso l'Archivio di Stato di Palermo. Nel 1924 Manganelli, divenuto primo archivista, fu trasferito a Milano, mentre era direttore Giovanni Vittani. Durante il periodo meneghino Manganelli, aiutato dagli altri suoi colleghi archivisti, riuscì a reinventariare il Carteggio Visconteo-Sforzesco e quello ispano-asburgico dei secoli XVI/XVII-XVIII. La carriera archivistica del Manganelli ebbe un rapido evolversi tra il 1935 e il 1938: tra il 1935 e il 1936 fu direttore dell'Archivio di Stato di Mantova, mentre tra il 1936 e il 1937 fu contemporaneamente direttore sia dell'Archivio di Stato di Brescia che di Trento (quest'ultimo, però, quale direttore ad interim). Infine, fu direttore dell'Archivio di Stato di Venezia tra il 1937 e il 1938. L'apice della carriera giunse però nel 1938, quando fu chiamato ad essere il successore di Giovanni Vittani quale Direttore dell'Archivio di Stato di Milano.

### Direttore dell'Archivio di Stato di Milano

#### Durante la Seconda guerra mondiale
Nominato direttore dell'Archivio di Stato di Milano il 25 novembre 1938, il mandato di Manganelli fu caratterizzato dalle tragiche vicende belliche che coinvolsero il mondo intero e, di riflesso, anche Milano. Guido Manganelli, già dal settembre 1939, ordinò che la maggior parte dei fondi esistenti fossero messi al sicuro, trovando riparo in varie località della Brianza, in quanto voleva prevenire l'eventuale danno ai vari fondi milanesi causati dalle operazioni belliche qualora l'Italia fascista fosse entrata in guerra al fianco della Germania hitleriana. In seguito alla dichiarazione di guerra da parte di Mussolini del 10 giugno 1940, Manganelli incominciò ad inviare in Brianza una minima parte degli Atti di Governo, l'Archivio napoleonico, quello dei Processi politici e dei Rogiti camerali, fondo in cui sono sedimentati i documenti dei notai camerali, le loro rubriche e quelli delle sentenze e dei contratti e indici. Nel 1943, davanti alla progressiva disfatta italiana e all'aumentare dei bombardamenti sulle città industriali, Manganelli si rivolse alla Curia di Milano, grazie alla quale poté mettere in salvo ulteriore materiale documentario presso le parrocchie di Rovagnate e di Merate. Purtroppo, i bombardamenti del 13 e del 14 agosto di quell'anno colpirono la sede centrale dell'Archivio, ovvero il Palazzo del Senato, e la sede dell'ex convento di Sant'Eustorgio, causando la perdita dell'archivio amministrativo dell'Archivio di Stato (detto anche Archivietto) e la maggior parte della documentazione relativa all'istituto del Senato milanese e quella giudiziaria, oltre alla ricca biblioteca arricchita di numerosi e pregiati volumi dai mandati di Luigi Osio e Cesare Cantù. Quello che rimaneva dell'archivio custodito a Sant'Eustorgio fu poi trasferito in via Senato nel 1944.

#### Il periodo post-bellico
Tra il 1945 e il 1956 la preoccupazione principale di Manganelli fu la ricostruziione del Palazzo del Senato, il trasferimento in questa sede dei fondi trasportati in Brianza e la riattivazione delle attività fondamentali dell'Archivio di Stato, tra cui il servizio al pubblico, la riapertura della biblioteca e della Scuola di Archivistica, Paleografia e Diplomatica. La prima operazione iniziò immediatamente dopo la fine delle ostilità, e si protrasse per più di un decennio con l'apportamento di migliorie architettoniche varie. Veloce fu anche il riordino dei fondi e il ritorno della loro consultazione da parte dei cittadini. Per quanto riguarda la biblioteca, essa fu riaperta già nel 1948. Alfio Rosario Natale, nella voce sull'Archivio di Stato di Milano del 1983, riporta che Manganelli, durante il suo mandato, continuò la ricostituzione e reinventariazione del Carteggio visconteo-sforzesco iniziato a suo tempo da Luigi Fumi. Manganelli fu poi messo a riposo per raggiunti limiti d'età il 1º marzo 1956, morendo a Milano cinque anni dopo.

## Opere
- L'applicazione del Concordato italiano nella corrispondenza diplomatica, in Ad Alessandro Luzio gli Archivi di Stato italiani. Miscellanea di studi storici, vol. 2, Firenze, Le Monnier, 1933,  pp. 143-168, SBN LIG0073100.
- Statuti di Como del 1335 : Volumen magnum, vol. 1, Como, Cesare Nani, 1936, SBN CUB0616490.
- Statuti di Como del 1335 : Volumen magnum, vol. 2, Como, Carlo Marzorati, 1945, SBN CUB0616491.
- Il palazzo del Senato a Milano: Cenni storici. La distruzione. La rinascita, in Notizie degli Archivi di Stato, vol. 8, n. 1, 1948,  pp. 52-55, ISSN 0394-9095 (WC · ACNP).
- L'archivio diplomatico del Governo provvisorio di Lombardia del 1848, Roma, Libreria dello Stato, 1949, SBN USM1837278.
- Luigi Fumi archivista e umanista direttore dell'Archivio di Stato di Milano: 1907-20, Roma, Libreria dello Stato, 1950, SBN LO11134778.
- Giovanni Vittani, in Notizie degli Archivi di Stato, vol. 10, n. 3, Roma, Libreria dello Stato, settembre-dicembre 1950, SBN USM1837225.
- Guido Manganelli (a cura di), Statuti di Como del 1335 : Volumen magnum, vol. 3, Como, Tip. editrice C. Nani, 1981  [1957], SBN SBL0309660.